# 三遊亭萬橘 (4代目)
四代目 三遊亭 萬橘（さんゆうてい まんきつ、1979年1月20日 - ）は、愛知県豊川市出身の落語家。五代目円楽一門会所属。本名：中村 彰伸。出囃子は『小鍛冶』。

## 来歴・人物
愛知県豊川市（旧 宝飯郡 一宮町）出身。家族は父親（市の職員）・母・姉。豊川市立一宮西部小学校、豊川市立一宮中学校、愛知県立国府高等学校を卒業。法政大学で落語と出会い、同大学文学部を5年で中退後、六代目三遊亭圓橘に入門する。圓橘が最初に会った時の印象は「猫背で出っ歯、いやだなと思ったが、気迫が尋常でなく（弟子入りを）断れなかった」。人呼んで「オペラ座の怪人」ならぬ「落語の怪人」。
趣味はボクシング観戦、読書、動物園。
チラシや手ぬぐいなどに使っているキャラクターのきつつきは、デザイナーの坂崎千春のデザインによるもの。
2017年11月以降、三遊亭兼好・三遊亭円楽と共に落語芸術協会の新宿末廣亭の定席に交互枠で常時出演している他、同協会の興行にゲストなどでも度々顔付けされている。
2020年3月30日、新型コロナウイルスの影響による時間短縮により、この日14時で公演を終了させた新宿末廣亭の定席において円楽一門会所属でありながら急遽トリをとった。演目は「火焔太鼓」、観客は2名であった。
義太夫を竹本綾之助（4代目）に師事。
2025年現在、落語高座のWeb配信は原則拒否している。フリートーク・まくらなどの配信、またテレビ・ラジオは高座放送の実績がある。

## 経歴
- 2003年7月 - 6代目三遊亭圓橘に入門。前座名：橘つき[8]
- 2006年10月 - きつつきに改名し二ツ目昇進
- 2007年3月 - 「第6回さがみはら若手落語家選手権」 優勝[8]
- 2009年2月 - 「第6回伝統芸能祭り グランドチャンピオン大会」 グランプリ受賞
- 2012年10月 - 「読売杯争奪 激突！二ツ目バトル」優勝
- 2013年3月1日 - 真打に昇進し、四代目三遊亭萬橘を襲名
- 2014年6月 - 国立演芸場主催 「平成25年度 花形演芸大賞」銀賞受賞
- 2015年6月 - 国立演芸場主催 「平成26年度 花形演芸大賞」金賞受賞
- 2016年6月 - 国立演芸場主催 「平成27年度 花形演芸大賞」金賞受賞
- 2017年3月 - 「平成28年度 彩の国落語大賞」受賞
- 2017年6月 - 国立演芸場主催 「平成28年度 花形演芸大賞」金賞受賞
- 2018年6月 - 国立演芸場主催 「平成29年度 花形演芸大賞」金賞受賞
- 2019年4月 - 林家たけ平と、谷中商店街「夕焼けだんだん」下に、寄席「にっぽり館」をオープンさせる。
- 2022年2月 - 再開発のため「にっぽり館」をいったん閉館。
- 2023年5月 - 「にっぽり館」を上野桜木に再オープン。

## 著作
- 『落語家  - 五代目円楽一門会生態録二〇一三』 ワイズ出版、2013年 ISBN 9784898302644

## メディア出演

### テレビ番組
- 大岡越前 第5話「お奉行様の荒療治」（2013年6月8日、NHK BSプレミアム） - 職人 役
- 演芸図鑑（NHK総合）
  - 桂文珍の演芸図鑑（2023年8月13日） - 「看板の一」
  - 桂文枝の演芸図鑑（2024年5月19日） - 「出来心」

### ラジオ
- 小痴楽の楽屋ぞめき（2023年4月16日、NHKラジオ第一） - ゲスト

### 配信番組
- 新ニッポンの話芸 ポッドキャスト - （2012年7月 - 2023年8月）- youtubeページには「殿堂入り」と表記されている。
- 三遊亭萬橘の萬客萬来（2024年1月 - ）後援会制作。*radiotalk、spotify、podcastなどで配信

## 弟子

### 二ツ目
- 三遊亭萬丸

- 三遊亭萬次郎 - 六代目三遊亭円楽門下から移籍